# Flädie
Flädie est une localité de la commune de Lomma dans le sud de la Suède.